# Lekkoatletyka na Letnich Igrzyskach Olimpijskich 2024 – skok wzwyż kobiet
Turniej kobiet w skoku wzwyż podczas XXXIII Letnich Igrzysk Olimpijskich w Paryżu odbył się w dniach 2 i 4 sierpnia 2024. Do rywalizacji przystąpiło 32 sportowców. Areną zawodów był Stade de France.

## Terminarz
godziny zostały podane w czasie CEST
| Data                  | Godzina rozpoczęcia |                 |       |                       |
| --------------------- | ------------------- | --------------- | ----- | --------------------- |
| Data                  | Godzina rozpoczęcia | 2 sierpnia 2024 | 10:15 | kwalifikacje, grupa A |
| kwalifikacje, grupa B |                     | 2 sierpnia 2024 | 10:15 |                       |
| 4 sierpnia 2024       | 19:55               | finał           |       |                       |

## Rekordy
Tabele uwzględniają rekordy uzyskane przed rozpoczęciem zawodów
|                   | Zawodniczka         | Wynik  | Miejsce | Data             |
| ----------------- | ------------------- | ------ | ------- | ---------------- |
| Rekord świata     | Jarosława Mahuczich | 2,10 m | Paryż   | 7 lipca 2024     |
| Rekord olimpijski | Jelena Slesarienko  | 2,06 m | Ateny   | 28 sierpnia 2004 |
| Listy światowe    | Jarosława Mahuczich | 2,10 m | Paryż   | 7 lipca 2024     |

## System rozgrywek
Do kwalifikacji przystąpiło 31 zawodniczek. Aby uzyskać awans do finału należało uzyskać minimum kwalifikacyjne – 1.97 m. Jeżeli minimum kwalifikacyjne uzyskało mniej niż 12 sportowców, to kwalifikacje uzyskali zawodnicy, którzy zaliczyli najwyższe wysokości, tak aby liczba finalistek wyniosła 12.

## Wyniki

### Kwalifikacje
| Poz. | Grupa            | Zawodniczka           | Państwo           | Rezultat | Rezultat | Rezultat | Rezultat | Rezultat | Wynik | Uwagi |
| Poz. | Grupa            | Zawodniczka           | Państwo           | 1.83     | 1.88     | 1.92     | 1.95     | 1.97     | Wynik | Uwagi |
| ---- | ---------------- | --------------------- | ----------------- | -------- | -------- | -------- | -------- | -------- | ----- | ----- |
| 1    | A                | Jarosława Mahuczich   | Ukraina           | –        | –        | o        | o        | r        | 1.95  | q     |
| 1    | B                | Nicola Olyslagers     | Australia         | –        | o        | o        | o        | r        | 1.95  | q     |
| 3    | A                | Eleanor Patterson     | Australia         | –        | o        | xo       | o        | r        | 1.95  | q     |
| 4    | B                | Iryna Heraszczenko    | Ukraina           | o        | o        | xo       | xo       | r        | 1.95  | q     |
| 5    | B                | Safina Sadullayeva    | Uzbekistan        | o        | o        | o        | xxo      | r        | 1.95  | q     |
| 6    | A                | Christina Honsel      | Niemcy            | o        | xo       | xo       | xxo      | r        | 1.95  | q     |
| 7    | A                | Elena Kulichenko      | Cypr              | o        | xo       | o        | xxx      |          | 1.92  | q     |
| 8    | B                | Tatiana Gusin         | Grecja            | o        | o        | xo       | xxx      |          | 1.92  | q     |
| 8    | B                | Nawal Meniker         | Francja           | o        | o        | xo       | xxx      |          | 1.92  | q     |
| 8    | B                | Buse Savaşkan         | Turcja            | o        | o        | xo       | xxx      |          | 1.92  | q     |
| 11   | A                | Valdiléia Martins     | Brazylia          | o        | xo       | xo       | xxr      |          | 1.92  | q, =  |
| 12   | B                | Vashti Cunningham     | Stany Zjednoczone | o        | xxo      | xxo      | xxx      |          | 1.92  | q     |
| 12   | A                | Angelina Topić        | Serbia            | –        | xxo      | xxo      | xxx      |          | 1.92  | q     |
| 14   | B                | Imke Onnen            | Niemcy            | xo       | xxo      | xxo      | xxx      |          | 1.92  |       |
| 15   | A                | Rachel Glenn          | Stany Zjednoczone | o        | o        | xxx      |          |          | 1.88  |       |
| 15   | A                | Michaela Hrubá        | Czechy            | o        | o        | xxx      |          |          | 1.88  |       |
| 15   | A                | Morgan Lake           | Wielka Brytania   | o        | o        | xxx      |          |          | 1.88  |       |
| 15   | B                | Airinė Palšytė        | Litwa             | o        | o        | xxx      |          |          | 1.88  |       |
| 19   | B                | Temitope Adeshina     | Nigeria           | o        | xo       | xxx      |          |          | 1.88  |       |
| 19   | A                | Mirela Demireva       | Bułgaria          | o        | xo       | xxx      |          |          | 1.88  |       |
| 19   | A                | Solène Gicquel        | Francja           | o        | xo       | xxx      |          |          | 1.88  |       |
| 19   | A                | Yelizaveta Matveyeva  | Kazachstan        | o        | xo       | xxx      |          |          | 1.88  |       |
| 19   | A                | Daniela Stanciu       | Rumunia           | o        | xo       | xxx      |          |          | 1.88  |       |
| 24   | B                | Lamara Distin         | Jamajka           | xo       | xo       | xxxx     |          |          | 1.88  |       |
| 25   | A                | Rose Amoanimaa Yeboah | Ghana             | xo       | xxo      | xxx      |          |          | 1.88  |       |
| 26   | B                | Elisabeth Pihela      | Estonia           | o        | xxx      |          |          |          | 1.83  |       |
| 26   | B                | Lia Apostolovski      | Słowenia          | o        | xxx      |          |          |          | 1.83  |       |
| 28   | B                | Nadieżda Dubowicka    | Kazachstan        | xo       | xxx      |          |          |          | 1.83  |       |
| 28   | B                | Ella Junnila          | Finlandia         | xo       | xxx      |          |          |          | 1.83  |       |
| 28   | A                | Maria Żodzik          | Polska            | xo       | xxx      |          |          |          | 1.83  |       |
|      | A                | Panajota Dosi         | Grecja            | xxx      |          |          |          |          | NM    |       |
| B    | Julija Łewczenko | Ukraina               | xxx               |          |          |          |          | NM       |       |       |

### Finał
| Poz.   | Zawodniczka         | Państwo           | Rezultat | Rezultat | Rezultat | Rezultat | Rezultat | Rezultat | Rezultat | Wynik | Uwagi |
| Poz.   | Zawodniczka         | Państwo           | 1.86m    | 1.91m    | 1.95m    | 1.98m    | 2.00m    | 2.02m    | 2.04m    | Wynik | Uwagi |
| ------ | ------------------- | ----------------- | -------- | -------- | -------- | -------- | -------- | -------- | -------- | ----- | ----- |
| złoto  | Jarosława Mahuczich | Ukraina           | –        | o        | o        | o        | o        | xx-      | x        | 2.00  |       |
| srebro | Nicola Olyslagers   | Australia         | –        | o        | o        | o        | xxo      | xxx      |          | 2.00  |       |
| brąz   | Iryna Herashchenko  | Ukraina           | o        | o        | o        | xxx      |          |          |          | 1.95  |       |
| brąz   | Eleanor Patterson   | Australia         | o        | o        | o        | xxx      |          |          |          | 1.95  |       |
| 5      | Vashti Cunningham   | Stany Zjednoczone | o        | xo       | o        | xxx      |          |          |          | 1.95  |       |
| 6      | Christina Honsel    | Niemcy            | xo       | o        | xo       | xxx      |          |          |          | 1.95  |       |
| 7      | Elena Kulichenko    | Cypr              | o        | xo       | xxo      | xxx      |          |          |          | 1.95  |       |
| 7      | Safina Sadullayeva  | Uzbekistan        | o        | xo       | xxo      | xxx      |          |          |          | 1.95  |       |
| 9      | Tatiana Gusin       | Grecja            | o        | xxx      |          |          |          |          |          | 1.86  |       |
| 10     | Buse Savaşkan       | Turcja            | xo       | xxx      |          |          |          |          |          | 1.86  |       |
| 11     | Nawal Meniker       | Francja           | xxo      | xxx      |          |          |          |          |          | 1.86  |       |
|        | Valdiléia Martins   | Brazylia          | r        |          |          |          |          |          |          |       | NM    |
|        | Angelina Topić      | Serbia            |          |          |          |          |          |          |          |       | DNS   |